# Dirk Greiser
Dirk Greiser (* 24. Februar 1963 in Berlin) ist ein ehemaliger deutscher Fußballspieler, der bei Hertha BSC und der SG Wattenscheid 09 in der Bundesliga spielte.
Bereits im Alter von sieben Jahren spielte er in der Jugend von Tennis Borussia Berlin. Diesen Verein verließ er erst im Alter von 23 Jahren, um zu Wacker 04 Berlin zu wechseln. Von dort wechselte der Abwehrspieler zu Hertha BSC. Bei der Alten Dame wurde er auf Anhieb Stammspieler und schaffte den Bundesligaaufstieg 1990. In der 1. Liga warfen ihn ständige Verletzungen immer wieder zurück, woraufhin er zu Wattenscheid 09 wechselte. Dort musste er im Alter von 30 Jahren als Sportinvalide seine Karriere beenden.
Nach seiner Karriere studierte Greiser Jura. Zwischen 2004 und 2008 saß er im Aufsichtsrat von Hertha BSC, bevor er 2008 aus "privaten Gründen" nicht mehr zur Wiederwahl antrat.
Anschließend übernahm er ehrenamtlich die Rolle als Rechtsbeistand von Hertha BSC und Berater des Aufsichtsrates. Heute ist Greiser als Rechtsanwalt tätig.